# Deklaracija o pravicah človeka in državljana
Deklaracija o pravicah človeka in državljana (francosko: La Déclaration des droits de l'Homme et du citoyen) je eden ključnih dokumentov francoske revolucije. Na podlagi doktrine naravnega prava je definirala pravice, ki naj bi veljale za vse in vedno. Končno različico je 26. avgusta 1789 sprejela francoska konstituanta (Assemblée nationale constituante), kot začetek priprav na novo ustavo. Zaradi univerzalne narave zapisanih pravic, je imela Deklaracija velik vpliv na poznejše podobne dokumente.

## Besedilo v slovenskem prevodu
Predstavniki francoskega ljudstva, konstituirani v narodno skupščino, so - upoštevajoč, da so nepoznavanje, pozabljanje ali preziranje človekovih pravic edini vzroki javnih nesreč in korupcije vlad - sklenili, da v svečani deklaraciji razglasijo naravne, neodtujljive in svete človekove pravice; zato da bi jih ta deklaracija , vselej pred očmi vseh članov družbenega telesa, nenehno opozarjala na njihove pravice in dolžnosti; zato da bi - zaradi možnosti njihovega stalnega primerjanja s ciljem vsake politične ustanove - bolj spoštovali akte zakonodajne in izvršilne oblasti; zato da bi bile pritožbe državljanov utemeljene poslej na preprostih in nespornih načelih, vselej usmerjene k ohranjanju ustave in k sreči vseh ljudi. Zaradi vsega tega, v navzočnosti in pod zaščito najvišjega Bitja, narodna skupščina priznava in razglaša naslednje pravice človeka in državljana.
1. člen 

Ljudje se rodijo in živijo svobodni ter enaki v pravicah. Družbene razlike smejo temeljiti samo na splošnem interesu.
2. člen

Cilj vsakega političnega združevanja je ohranitev naravnih in nezastarljivih človekovih pravic. Te pravice so svoboda, lastnina, varnost in upor proti zatiranju.
3. člen

Načelo vse suverenosti izvira predvsem iz naroda. Nobeno telo, noben posameznik ne more izvrševati oblasti, ki ne izhaja neposredno iz naroda.
4. člen

Svoboda je v tem, da lahko storiš vse, kar ne škodi drugemu. Izvrševanje naravnih pravic vsakega človeka tedaj nima drugih omejitev kot onih, ki zagotavljajo drugim članom družbe, da uživajo enake pravice. Te meje sme določiti samo zakon.
5. člen

Zakon sme prepovedati samo družbeno škodljiva dejanja. Vse, kar z zakonom ni prepovedano, je dovoljeno, in nikogar ni mogoče prisiliti k nečemu, kar z zakonom ni zapovedano.
6. člen

Zakon je izraz splošne volje. Vsi državljani imajo pravico osebno ali preko svojih predstavnikov sodelovati pri njegovem sprejemanju. Biti mora enak za vse, pa naj varuje ali kaznuje. Ker so vsi državljani pred zakonom enaki, so jim enako dostopne vse časti, mesta ali javne zaposlitve, v skladu z njihovimi sposobnostmi, brez vsakih drugih razlikovanj, razen onih, ki se tičejo njihovih vrlin in sposobnosti.
7. člen

Nikogar ni mogoče obtožiti, pripreti ali zapreti , razen v primerih in po postopku, ki jih določa zakon. Vse, ki spodbujajo, pospešujejo, izvršujejo, ali omogočajo izvrševanje samovoljnih ukazov, je treba kaznovati, toda vsak državljan, ki ga pozovejo ali privedejo na podlagi zakona, mora takoj ubogati. Vsako upiranje je kaznivo.
8. člen

Zakon sme predpisovati samo strogo in očitno nujne kazni, kaznovati pa je mogoče samo na podlagi zakona, ki je bil sprejet ali proglašen pred kaznivim dejanjem ter zakonito uporabljen.
9. člen

Vsakdo velja za nedolžnega, dokler se ne ugotovi njegova krivda. Če je nujno, da ga priprejo, je treba vsako strogost, ki ne bi bila potrebna za zagotovitev njegove navzočnosti, strogo preprečiti z zakonom.
10. člen

Nihče ne sme biti vznemirjan zaradi svojega prepričanja, tudi verskega ne, pod pogojem, da njegovo izražanje ne moti javnega reda, ki ga določa zakon.
11. člen

Svobodna izmenjava mišljenja in misli je ena najdragocenejših človekovih pravic; vsak državljan sme torej govoriti, pisati, tiskati svobodno in odgovarja samo za zlorabo te svobode v primerih, ki jih določa zakon.
12. člen

Za zagotavljanje pravic človeka in državljana je potrebna javna oblast; ta oblast je zato postavljena v korist vsem, ne pa v posebno korist tistim, ki jim je zaupana.
13. člen

Za vzdrževanje javnih oblasti in za stroške uprave je nujno skupno prispevanje, ki mora biti enakomerno porazdeljeno med vse, ob upoštevanju njihovih možnosti.
14. člen

Državljani imajo pravico, da sami ali po svojih predstavnikih ugotavljajo potrebnost javnih dajatev, da vanje svobodno privolijo, da nadzorujejo njihovo uporabo, da določijo višino, način obdavčenja in pobiranja ter čas trajanja teh dajatev.
15. člen

Družba ima pravico zahtevati obračun dela od vsakega javnega uslužbenca.
16. člen

Družba, v kateri nista zajamčeni varstvo pravic in delitev oblasti, nima ustave.
17. člen

Ker je lastnina nedotakljiva in sveta pravica, je ni mogoče nikomur odvzeti, razen če obstoji očitna, z zakonom določena javna potreba, in to ob predhodni in pravični odškodnini.